# Gao Xiang (artiste)
Ne pas confondre avec l'officier militaire Gao Xiang (IIIe siècle).
Gao Xiang (en chinois : Gāo Xiáng, 高翔), né en 1688 à Ganquan (Yangzhou, dans le Jiangsu), et mort en 1753, est un peintre, poète, calligraphe et marin chinois actif lors de la dynastie Qing.
Il est l'un des huit excentriques de Yangzhou. Son prénom social est Feng Gang (Fèng Gǎng ; Wade-Giles : Feng Kang), tout en travaillant également sous le pseudonyme Xi Tang (Xī Táng ; Wade-Giles : Hsi T'ang),.
Gao Xiang est né dans une famille pauvre et n'aurait pas eu beaucoup de relations, à l'exception du moine et peintre Shitao qui était un ami de jeunesse et une source d'inspiration pour lui. Gao était un maître dans la peinture de compositions florales avec des branches nues, et rivalisait avec Wang Shishen, qui peignait des compositions florales avec des branches feuillues. Gao Xiang accompagne ses dessins d'un poème, lui aussi décharné, et laissant un grand espace vide pour permettre au spectateur et lecteur de se laisser aller à son imagination.
Les œuvres de Xiang ont fait partie des sources d'inspiration de Jin Nong.